# オールバニ計画

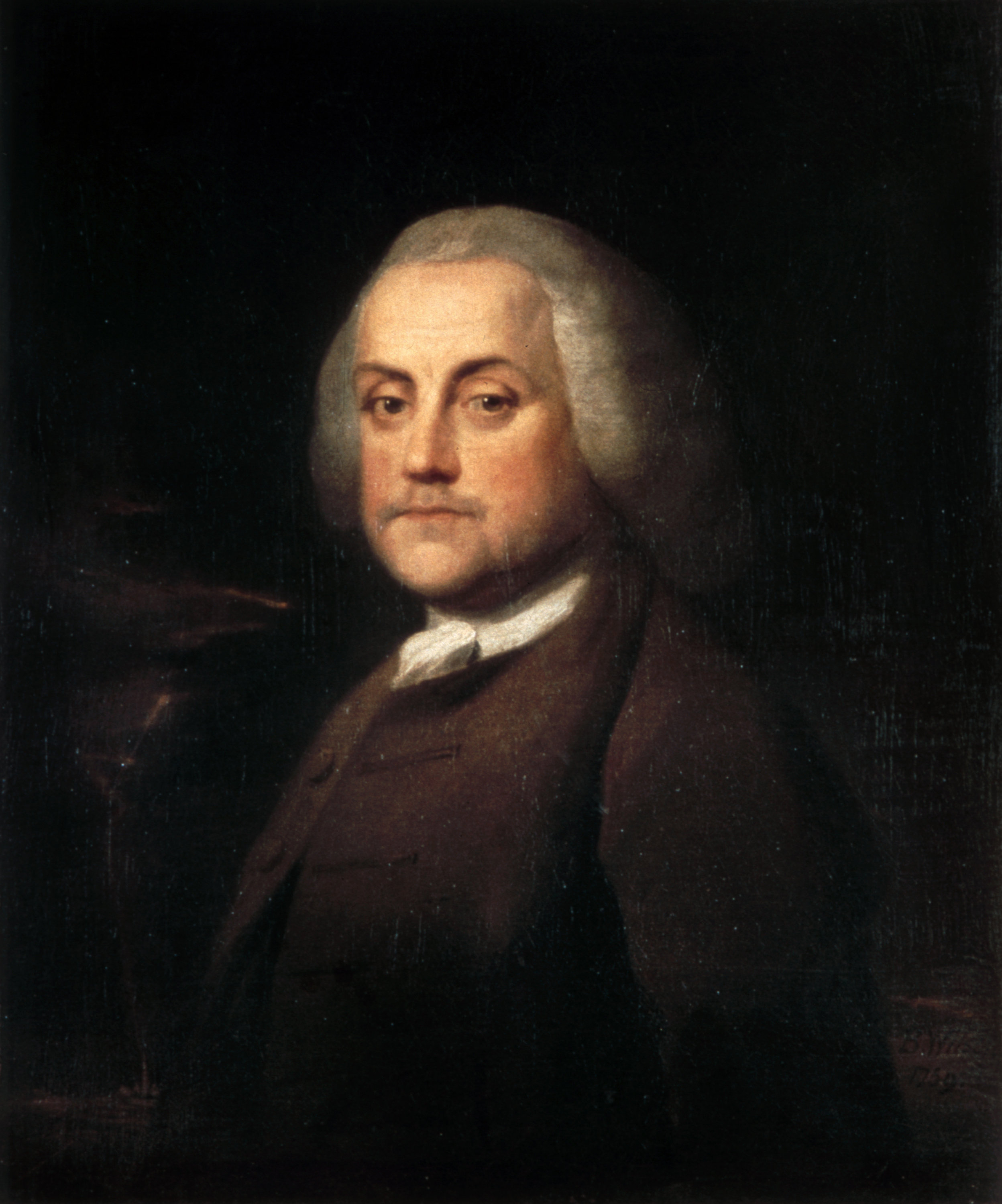
ベンジャミン・フランクリン(1759)

オールバニプランオブユニオン（オールバニ計画）は、1754年7月10日にニューヨークで行われたオールバニ会議にて話し合われ結果的に失敗した、当時の13植民地を統一する中央政府を樹立しようとした一連の計画である。この計画はペンシルベニア植民地の代表者であったベンジャミン・フランクリンによって発案された。 フランクリンは、イロコイ族の審議を傍聴することに多くの時間を費やし、各植民地の指導者たちにこの計画を検討するよう懇願した。ジョージ・ワシントンがオハイオバレーで敗北したことで、イギリスとフランスの間で勃発したフレンチ・インディアン戦争に関連した防衛計画を立てるために、大西洋北部の植民地の代表者20人以上が集まっていたのである。 この計画は結果的に却下されてしまったが、後の連合規約と合衆国憲法の先駆けとなった。

## 時代背景
オールバニ会議でこの計画は話し合われた。会議で代表者たちから提出されたさまざまな案を検討した結果、代表者たちはフランクリンの案に若干の修正を加えた案を選んだ。当時、ペンシルベニア植民地ドーバー出身の若い弁護士であったベンジャミン・チューが書記を務め、またフィラデルフィア植民地出身のリチャード・ピーターズとアイザック・ノリスがこの委員会とペンシルバニア代表団のメンバーであった。
しかし、会議が開かれた本来の目的は「フランスによる短期的な脅威に関連する防衛計画を策定する」というものであり、本来の会議の目的を超えた状態でオールバニ計画は話し合われた。北部植民地はヌーベルフランスと国境を接していたため最もフランスへの脅威を懸念していた植民地だったが、中部大西洋植民地もまた、様々なネイティブアメリカンの忠誠心の違いから懸念はいずれ残っていた。また、ニューイングランドと北部層の植民地は、紛争時に長い間ヌーベルフランス植民地からの襲撃を受けていた。つまり、オルバニー計画は最初の13植民地の防衛を目的とした統一案でもあった。このとき、ベンジャミン・フランクリンは、「Join, or Die」というタイトルの政治漫画を制作し、この案を世に広めた。

## 計画
この計画では、王室が任命し支援する総統と、植民地議会から指名された代議員で構成される大評議会が中央政府を運営することを定めた。この計画では、各植民地からの代表は各植民地の規模にほぼ比例して選出され、バージニア州では最低2名から最高7名まで選出されることとなっていたが、各植民地の投票権は1票のみであり、意思決定は全会一致の投票によって行われた。この計画で提案された中央政府の権限には、条約締結、陸海軍の挙兵などが含まれ、最も重要なものとしては課税権が含まれていた。
代表団がこの計画の問題点やこの計画に対する反対意見を話し合った後、代表団はそのほとんどを解決し、この計画を採択した。代表団は各植民地議会と、当初この会議を提案したロンドンの英国貿易委員会にこの計画の書簡のコピーを送った。しかし、植民地議会と英国代表は両方がこの計画を拒否した。この否決は、双方が望んでいた権限などが十分に得られなかったことが主な原因であった。例えば、個々の植民地議会はこの計画が提供する以上の段階の独立を望んでいたのに対し、イギリス政府高官はこの計画が植民地政府に多くの権限を与えすぎていると感じていた。

## 次も読む
- オールバニ会議